# Amir Abrashi
Amir Malush Abrashi (Bischofszell, Thurgau kanton, 1990. március 27. –) svájci születésű albán válogatott labdarúgó, a Grasshoppers középpályása és csapatkapitánya.
Az albán válogatott tagjaként részt vett a 2016-os Európa-bajnokságon.

## Sikerei, díjai
Grasshoppers
- Svájci kupa
  - Győztes (1): 2012–13

SC Freiburg
- Német másodosztályú bajnok (1): 2015–16